# Grand Bank
Grand Bank är en ort i Kanada.   Den ligger i provinsen Newfoundland och Labrador, i den östra delen av landet, 1 500 km öster om huvudstaden Ottawa. Grand Bank ligger 5 meter över havet och antalet invånare är 4 623.
Terrängen runt Grand Bank är huvudsakligen platt, men åt sydväst är den kuperad. Havet är nära Grand Bank norrut. Runt Grand Bank är det glesbefolkat, med 17 invånare per kvadratkilometer.. Grand Bank är det största samhället i trakten. 
I omgivningarna runt Grand Bank växer i huvudsak blandskog.